# Un ragazzo come gli altri
Un ragazzo come gli altri (Just One of the Guys) è un film del 1985 diretto da Lisa Gottlieb. Libero adattamento de La dodicesima notte di William Shakespeare, il film è interpretato da Joyce Hyser, Clayton Rohner, Billy Jacoby, Toni Hudson e William Zabka.
Nel 2015, il film è stato classificato al 48º posto nella lista di Entertainment Weekly dei "50 migliori film delle scuole superiori".

## Produzione
Le riprese iniziarono il 22 ottobre 1984 a Phoenix, in Arizona, con il titolo provvisorio del film I Was a Teenage Boy. Stando a quanto dichiarato da Lisa Gottlieb, lei scrisse sei bozze della sceneggiatura insieme a Mitch Giannunzio, ma i produttori gli negarono l'accredito come co-sceneggiatrice nei titoli del film.

## Distribuzione
Un ragazzo come gli altri venne distribuito nei cinema statunitensi il 26 aprile 1985. Sebbene il film non abbia ottenuto un grande successo nelle sale, è stato trasmesso diverse volte su HBO e Cinemax negli anni successivi (specialmente dopo che Sherilyn Fenn divenne famosa per aver recitato ne I segreti di Twin Peaks nel 1990). Per le trasmissioni televisive diurne venne trasmessa una versione modificata in cui la rivelazione culminante del seno di Terri veniva sostituita con un primo piano del viso di Joyce Hyser prima di passare alla scena di reazione di Clayton Rohner.
In Italia il film venne distribuito nei cinema l'8 agosto 1985.

### Home media
Il film è stato distribuito in Blu-ray dalla Sony Pictures il 28 aprile 2020. I contenuti speciali includono il commento del regista e del cast e il trailer cinematografico.

## Accoglienza
Sul sito Rotten Tomatoes, il film ha un indice di gradimento del 57% sulla base di 14 recensioni, con una valutazione media di 4,8/10. Metacritic, che utilizza una media ponderata, ha assegnato al film un punteggio di 57 sulla base di 6 critici, indicando recensioni "miste o medie" reviews.

## Riconoscimenti
- 1986 – Young Artist Award
  - Candidatura all'Exceptional Performance by a Young Actor - Motion Picture a Billy Jayne
  - Candidatura come Best Family Motion Picture - Comedy or Musical
  - Candidatura alla Best Starring Performance by a Young Actress - Motion Picture a Joyce Hyser